# Amani Kandavarakere, Chik Ballapur
Amani Kandavarakere là một làng thuộc tehsil Chik Ballapur, huyện Kolar, bang Karnataka, Ấn Độ.